# Onomastica
L'onomàstica è lo studio dei nomi propri di persona o di luogo (delle loro origini) e dei processi di denominazione in una o più lingue o dialetti. Nata intorno al 1850, si considera come una parte della linguistica che presenta forti collegamenti con la storia e la geografia.

## Panoramica generale
La parola "onomastica" deriva dal greco antico ὀνομαστική (τέχνη) onomastikè (téchne), cioè: "tecnica del denominare", o "arte di denominare"; il sostantivo da cui deriva l'aggettivo ὀνομαστική è ὄνομα ónoma, che significa "nome", o "denominazione".
La toponomastica, detta anche toponimìa, è una delle principali scienze figlie dell'onomastica. L'antroponomastica (o antroponimìa) è la scienza che studia i nomi propri di persona. L'onomastica assume grande importanza nell'estrazione delle informazioni con applicazioni di Named-entity recognition, oppure nel riconoscimento dell'origine del nome sempre operata mediante software.
L'onomastica ha trovato impiego anche nell'ambito di indagini storiche per accertare la presenza di minoranze etniche all'interno di una popolazione più numerosa. Per estensione, una comune onomastica è un elemento importante degli usi, costumi e tradizioni di un'etnia, non l'unico, per valutare la comune origine storica di due comunità a seguito di un evento migratorio: la Grecia antica continentale e la colonia della Magna Grecia, che avevano in comune alfabeto, religione, onomastica, lingue con piccole varianti ma tra loro comprese, ecc.
L'onomastica letteraria è la disciplina che studia i nomi propri nelle opere di letteratura e narrativa.. Questa scienza ha avuto un orientamento in prevalenza linguistico, ma dagli anni 2000 è divenuta anche luogo di convergenza e cooperazione tra linguisti e letterati. La parola ortonimo è usata in relazione ad un eteronimo o ad uno pseudonimo: l'ortonimo è il nome proprio di persona (anagrafico) dell'autore, quando questi firma le sue opere sotto diverso nome.